# Gary Barlow
Gary Barlow, OBE (født 20. januar 1971), er en britisk sanger, sangskriver, skuespiller, forfatter og musikproducer. Han er bedst kendt som forsangeren for det britiske popband Take That, men har også haft hits som solo-kunstner med sange som Open Road, Forever Love og Love Won't Wait som udkom i 1997 på hans debutalbum Open Road, siden har Barlow også haft hits så som Let Me Go fra hans fjerde studiealbum Since I Saw You Last fra 2013 der gik direkte ind på en 2. plads på den britiske hitliste, kun overgået af One Direction's tredje studiealbum Midnight Memories fra samme år. Barlow har også gjort sig bemærket i TV-programmer som X Factor UK (2011–2013) og Let It Shine (2017) som dommer.

## Historie

### 1989 – 1999: Take That og Solo
Gary blev i 1989 optaget i boybandet Take That. Han blev optaget sammen med Howard Donald, Mark Owen, Jason Orange og Robbie Williams. Take That oplevede stor succes op igennem 90'erne. Det hele startede med, at de udgav Take That And Party.
I 1995 gik Take That for første gang i opløsningen, efter Robbie Williams forlod gruppen. To år senere i 1997 udgav Gary sit første soloalbum Open Road . Albummet gik nr. 1 i Storbritannien, Irland og Taiwan. Open Road opnået samtidig en 6. plads i Danmark.
Senere i 1999 udgav Gary sit andet soloalbum ved navn Twelve Months, Eleven Days levede af forskellige årsager ikke op til forgængeren Open Roads succes, albummet peakede kun som nr. 35 og singlerne "Stronger" og "For All That You Want" peakede som nr. 16 og 24. Twelve Months, Eleven Days led hårdt under Gary Barlow og Robbie Williams uvenskaber i rampelyset i 1999 og blev kommercielt dårligt dækkede på radiostationerne. Efter skandalen med Twelve Months, Eleven Days-albummet blev Barlow i år 2000 opsagt af BMG og stod uden pladekontrakt, derefter valgte Barlow at stoppe sin karriere som sanger og valgte i stedet at begynde en karriere som musik producer, Barlow har bl.a producerede en del af Mark Owens comebackalbum In Your Own Time fra 2003. Gary Barlow vendte første tilbage til rampelyset som sanger igen på Take Thats comebackalbum Patience fra 2006.

### 2013 – 2014: Since I Saw You Last og Turné
Der skulle gå 14 år før, Gary igen markerede sig som solokunstner. I 2013 udgav Gary et nyt album, dette album udkom med navnet Since I Saw You Last. Det gik nr. 1 i Skotland og nr. 2 i Irland og Storbritannien. Albummet fik guld i Irland og gik 2x platin i Storbritannien. Det var singlen "Let Me Go", der satte det hele i gang. "Let Me Go" gik nr. 2 på den britiske hitliste.
Elton John gæster blandt andet Barlow på pladen Since I Saw You Last på nummeret "Face To Face". Elton John var Garys helt store idol, da han var yngre. Sangen peakede på nr. 69 i England.

### 2020 – nu: Music Played by Humans, The Dream of Christmas og All The Hits Live
27. november 2020 udkom Barlow med sit femte studiealbum, Music Played by Humans. Debutsinglen til albummet var "Elita", der indeholder vokaler fra Barlow selv, den canadiske crooner Michael Bublé og den columbianske soulsanger Sebastián Yatra. "Elita" peakede som nr. 14 på den britiske downloadliste. "Incredible", der også er at finde på Music Played by Humans-pladen, peakede også på den britiske downloadliste, men som nr. 19.
Barlow udsendte d. 4 december 2020 sin første julesang nogensinde med titlen Incredible Christmas". Sangen opnåede en 94. plads på den britiske downloadliste.
Barlow udsendte d. 26 november 2021 sit aller første julealbum med titlen ''The Dream of Christmas'' albummets højeste peak var som nr. 5 og blev dermed også Barlows femte top 5 album i England. Barlow udsendte hertil også singlen ''How Christmas Is Supposed To Be'' med sangerinden Sheridan Smith der opnåede en 68. plads på den britiske downloadliste.

## Diskografi
| - Open Road (1997) - Twelve Months, Eleven Days (1999) - Sing (2012) - Since I Saw You Last (2013) - Music Played by Humans (2020) - The Dream of Christmas (2021) EP'er - At Home With Gary Barlow (2020) | med Take That - Take That & Party (1992) - Everything Changes (1993) - Nobody Else (1995) - Beautiful World (2006) - The Circus (2008) - Progress (2010) - III (2014) - Wonderland (2017) EP'er - Progressed (2011) - Love Songs (2021) |

## Tour
| - The Open Road Tour (1998 – 1999) - For the Fans Tour (1999) - GB40 (2011) - Gary Barlow: in Concert (2011 – 2013) - Since I Saw You Last Tour (2014) - Gary Barlow: in Concert (2018) - All The Hits Live (2021) - A Different Stage (2022) | med Take That - Party Tour (1992–1993) - Everything Changes Tour (1993–1994) - Pops Tour (1994–1995) - Nobody Else Tour (1995) - The Ultimate Tour (2006) - Beautiful World Tour (2007) - Take That Presents: The Circus Live (2009) - Progress Live (2011) - Take That Live (2015) - Wonderland Live (2017) - Greatest Hits Live (2019) |

## Filmografi

### TV
| År          | Titel                             | Rolle         | Yderligere info                                             |
| 2000        | Heartbeat                         | Micky Shannon | Sæson 9, episode 24 "The Son-In-Law"                        |
| 2010        | Strictly Come Dancing             | Sig selv      | Optræden med sangen "Shame" sammen med Robbie Williams      |
| 2011        | GO’ Aften Danmark                 | Sig selv      | Optræden med sangen "The Flood" sammen med Take That        |
| 2011 – 2013 | The X Factor UK                   | Sig selv      | Dommer i sæson 8, 9 og 10                                   |
| 2017        | Let it Shine                      | Sig selv      | Konceptudvikler og dommer                                   |
| 2018        | Strictly Come Dancing             | Sig selv      | Optræden med sangen "Out of Our Heads" sammen med Take That |
| 2020        | Strictly Come Dancing             | Sig selv      | Optræden med sangen Elita                                   |
| 2020        | Live on Graham Norton             | Sig selv      | Optræden med sangen This Is My Time                         |
| 2020        | Gary Barlow’s Night at the Museum | Sig selv      | Musikalsk Tv-Special med Barlow i hovedrollen               |

Fra 2011 til 2013 var han dommer på den engelske udgave af X Factor sammen med Louis Walsh, Tulisa Contostavlos, Kelly Rowland og senere Nicole Scherzinger, der erstattede Kelly Rowland i sæson 9. Sharon Osbourne erstattede Tulisa Contostavlos i sæson 10. Gary Barlow stoppede som dommer efter sæson 10.
I 2017 skabte Barlow sit eget talentshow under navnet “Let It Shine” der gik ud på at finde personligheder der kunne portrættere Take That i en teaterforestilling. Sammen med Barlow var dommerne bl.a Dannii Minogue, Lulu og Ricki Lake

### Film
| År        | Titel                                 | Rolle    |
| 1998      | Open Book                             | Sig selv |
| 2005      | Take That: For The Record             | Sig selv |
| 2010      | Look Back Don’t Stare                 | Sig selv |
| 2012      | Keith Lemon: The Film                 | Sig selv |
| 2012      | Gary Barlow: On Her Majesty's Service | Sig selv |
| 2013      | When Cordon Met Barlow                | Sig selv |
| 2013      | Miranda                               | Sig selv |
| 2015      | Star Wars: The Last Jedi              | Soldat   |
| 2018      | Take That: We've Come a Long Way      | Sig selv |
| 2021/2022 | Greatest Day                          | Sig selv |

### Teaterstykker
- Finding Neverland (2012, 2014–2016)
- Calendar Girls (2015–2018)

### Bøger
- My Take (2006)
- A Better Me (2018)

### The Crooner Sessions
Under COVID-19-pandemien begyndte Barlow fra sit hjem i London at indspille duetter med nogle af hans musikalske venner. Første episode af The Crooner Sessions blev uploadet på Barlows YouTube-konto d. 17 Marts 2020 og pr. Marts 2021 findes der nu over 80 episoder. Barlow har bl.a andet sunget med Roan Keating (Boyzone), Mark Owen (Take That), Robbie Williams (Take That), Jamie Cullum, Beverly Knight, Gabrielle, Chris Martin (Coldplay), Rick Astley, Rod Stewart, JC Chasez ('N Sync) og Peter André

## Hædersbevisninger
I 2012 blev han udnævnt til Officer of the Order of the British Empire (OBE) for sit virke som musiker og arbejde for velgørenhed.